# Mono con gallinas
Mono con Gallinas és una pel·lícula equatoriana, dirigida per Alfredo León León amb producció de Dominio Digital (Equador) i postproducció de Trivial Media (Argentina), estrenada al setembre de 2013.

## Producció
El rodatge de la pel·lícula es va realitzar a l'Equador i es va iniciar el 19 de juliol de 2010 a Quito i Píntag i el 24 a Puyo i Shell Mera. El projecte tingué el suport del Consell Nacional de Cinematografia de l'Equador (CN Cine) que li va atorgar un premi de desenvolupament i producció en 2007 pel seu guio. El cost aproximat de producció fou de 700.000 USD.

## Argument
La història gira al voltant de Jorge, un noi quiteny de 18 anys que acaba allistant-se a l'exèrcit durant la guerra entre el Perú i l'Equador el 1941. Malgrat aquesta situació inesperada, creu que l'experiència militar el convertirà en l'home fort i respectat que desitja ser. No obstant això, cau presoner del bàndol peruà durant una escaramussa la selva, sense que els militars equatorians en sàpiguen res i el donen per mort. Roman captiu sota la vigilància del tinent Ponce, un oficial peruà que diplomàtic i respectuós amb els presoners, però a estones agressiu, sobretot quan s'emborratxa, i del suboficial Mario. Jorge s'enfronta l'abandonament, la fam i la mort durant el seu captiveri, fent amistat amb els seus companys presoners de campament. Més endavant, haurà de prendre la decisió d'escapar al costat del seu company captiu o seguir sota la cura de Dolores, la infermera peruana de qui s'enamora. Finalment, quan acaba la guerra, després de 9 mesos.

## Antecedents
El llargmetratge està basat en la vida del besoncle del director Alfredo León, Jorge León Chávez, quan tenia 18 anys i va ser soldat durant la guerra. Gran part de la història és ficció reconstruïda a partir de les vivències de Jorge, que va ser pres durant 8 o 9 mesos per l'exèrcit peruà a Iquitos i pel fet que ningú se n'assabentà i el van donar per mort. La pel·lícula tracta sobretot de la captivitat de Jorge. El nom de la pel·lícula prové de les denominacions respectives que es van donar els bàndols contraris, on els equatorians eren anomenats monos i els peruans, gallinas.

## Repartiment
- René Pastor (Jorge)[1][4]
- Santiago Villacis (Padre Jaime)
- Martha Ormaza (Sofía)
- Diego Naranjo (Carlos)
- Pamela Cortés (Luisa)
- Bruno Odar (tinent Ponce)[3]
- Pietro Sibille (suboficial Mario)
- Melania Urbina (infermera Dolores)
- Alfredo Espinosa (sergent Flores)
- Enrique Veintimilla (Hugo Diaz)
- Carlos Quito (guàrdia)
- Paul Lalaleo (Bubo)
- Fabio Nieves (Julio Grueso)
- Líder Medranda (Carlitos Díaz)